# Eleição primária do Partido Republicano de Vermont em 2012
A eleição primária do Partido Republicano de Vermont em 2012 será realizada em 6 de março de 2012. Vermont terá 17 delegados na Convenção Nacional Republicana.

## Resultados
| Eleição primária do Partido Republicano de Vermont em 2012 | Eleição primária do Partido Republicano de Vermont em 2012 | Eleição primária do Partido Republicano de Vermont em 2012 | Eleição primária do Partido Republicano de Vermont em 2012 |
| Candidato                                                  | Votos                                                      | Percentagem                                                | Estimativa de delegados nacionais                          |
| ---------------------------------------------------------- | ---------------------------------------------------------- | ---------------------------------------------------------- | ---------------------------------------------------------- |
| Newt Gingrich                                              | 0                                                          | 0%                                                         | 0                                                          |
| Ron Paul                                                   | 0                                                          | 0%                                                         | 0                                                          |
| Mitt Romney                                                | 0                                                          | 0%                                                         | 0                                                          |
| Rick Santorum                                              | 0                                                          | 0%                                                         | 0                                                          |
| Michele Bachmann                                           | 0                                                          | 0%                                                         | 0                                                          |
| Herman Cain                                                | 0                                                          | 0%                                                         | 0                                                          |
| Jon Huntsman                                               | 0                                                          | 0%                                                         | 0                                                          |
| Gary Johnson                                               | 0                                                          | 0%                                                         | 0                                                          |
| Rick Perry                                                 | 0                                                          | 0%                                                         | 0                                                          |
| Totais                                                     |                                                            |                                                            |                                                            |

| Obs: | Desistiu da disputa |